# محمد عبدالمجید
محمد عبدالمجید (انگلیسی: Mohammed Abdul-Majid؛ زادهٔ ۱ ژوئیهٔ ۱۹۳۸) بازیکن فوتبال اهل عراق بود.
وی همچنین در تیم ملی فوتبال عراق بازی کرده‌است.